# 警察庁警備局警備課
警察庁警備局警備課（けいさつちょうけいびきょくけいびか）は、かつて存在した警察庁警備局の課の一。警備運用部に再編され、2019年3月末を以って廃止。

## 廃止時の組織
- 特殊警備対策官[1]
- 上席警備指導専門官[1]
- 災害対策室
- 平成32年東京オリンピック競技大会・東京パラリンピック競技大会警備対策室
- 警衛室
- 警護室